# Њукасл (Небраска)
Њукасл (енгл. Newcastle) град је у америчкој савезној држави Небраска.

## Демографија
По попису из 2010. године број становника је 325, што је 26 (8,7%) становника више него 2000. године.
| Група             | 2000.       | 2010.       |
| Белци             | 297 (99,3%) | 315 (96,9%) |
| Афроамериканци    | 0 (0,0%)    | 1 (0,3%)    |
| Азијати           | 0 (0,0%)    | 0 (0,0%)    |
| Хиспаноамериканци | 2 (0,7%)    | 9 (2,8%)    |
| Укупно            | 299         | 325         |